# Espagne au Concours Eurovision de la chanson 1966
L'Espagne a participé au Concours Eurovision de la chanson 1966 le 5 mars à Luxembourg. C'est la 6e participation espagnole au Concours Eurovision de la chanson.
Le pays est représenté par le chanteur Raphael et la chanson Yo soy aquél, sélectionnés en interne par la TVE.

## Sélection interne
Le radiodiffuseur espagnol, la Televisión Española (TVE), choisit en interne l'artiste et la chanson représentant l'Espagne au Concours Eurovision de la chanson 1966.
Lors de cette sélection, c'est la chanson Yo soy aquél, écrite et composée par Manuel Alejandro et interprétée par Raphael, qui fut choisie avec Rafael de Ibarbia Serra comme chef d'orchestre.
| Ordre | Artiste | Chanson      | Langue   |
| ----- | ------- | ------------ | -------- |
| 1     | Raphael | Yo soy aquél | Espagnol |

## À l'Eurovision
Chaque jury national attribue un, trois ou cinq points à ses trois chansons préférées.

### Points attribués par l'Espagne
| 5 points | Portugal |
| 3 points | Norvège  |
| 1 point  | Autriche |

### Points attribués à l'Espagne
| 5 points   | 3 points      | 1 point       |
| ---------- | ------------- | ------------- |
| - Portugal | - Royaume-Uni | - Yougoslavie |

Raphael interprète Yo soy aquél en 11e position lors de la soirée du concours, suivant la Suède et précédant la Suisse.
Au terme du vote final, l'Espagne termine 7e — à égalité avec la Yougoslavie — sur les 18 pays participants, ayant reçu 9 points au total, provenant de 3 pays,.